# Black Moth Super Rainbow
Black Moth Super Rainbow is een Amerikaanse experimentele muziekgroep uit Pittsburgh. De band werd in 2003 opgericht en heeft tot op heden 5 studioalbums, 7 ep's en 4 singles uitgebracht.

## Discografie

### Studioalbums
- Falling Through a Field (2003)
- Start a People (2004)
- Dandelion Gum (2007)
- Eating Us (2009)
- Cobra Juicy (2012)

### Ep's
- Chinese Witch Guy With an Ax (2004)
- Lost, Picking Flowers in the Woods (2005)
- Drippers (2008)
- Bonus Drippers (2008)
- Extra Flavor (2011)
- Psychic Love Damage (2012)
- SeeFu Lilac (2016)

### Singles
- Zodiac Girls (2008)
- Don't You Want To Be In A Cult? (2009)
- Born On A Day The Sun Didn't Rise (2009)
- Windshield Smasher (2012)